# 純長打率
純長打率（英語：Isolated Power）是棒球統計的數據之一，簡稱IsoP或ISO。純長打率可用來評斷一位打者的長打能力。
純長打率=長打率-打擊率。
{\displaystyle IsoP={\frac {({\mathit {1B}})+(2\times {\mathit {2B}})+(3\times {\mathit {3B}})+(4\times {\mathit {HR}})}{AB}}-{\frac {H}{AB}}}